# Uno (음악 그룹)
우노(Uno)는 1997년에 결성된 대한민국의 남성 그룹이다. 1998년, 결성 1년 만에 해체하였다. 참고로 강성민은 OGN (구 온게임넷) 켠김에 왕까지에서 허강조류 (허준, 강성민, 조현민, 류경진) 멤버로 활동한 적 있으며, 1997년 10월 25일 MBC 인기가요 베스트 50 오프닝 무대에 유비스(U-Bes) 멤버들(장민호(본명: 장호근), 김무경, 김준우, 이충인)과 함께 등장한 적이 있다.

## 이전 구성원
- 강성민 (1979년 7월 23일)
- 김형철 (1979년 3월 1일)
- 장신민 (1982년 3월 3일)

## 앨범
- YOU & OURS (1997년)
  - 첫사랑
  - Stress
  - 필연
  - 헤어지자 (순정파의 눈물)
  - All Version Part 1
  - 슬픈 우리 젊은날
  - 훔쳐보기
  - 훔쳐보기 (House Version)
  - 순정파의 눈물 (House Version)
  - All Version Part 2
- 난중난색 (難中難色) (1997년) - & Betty
  - 난중난색 1 (Feat. 마이키 - 터보 (멤버:김정남, 김종국, 마이키))
  - 피터팬의 사랑
  - White Christmas
  - Stress X-mas
  - Staris On 45 X-mas Medley
  - 디스켓의 비밀
  - Can't Take My Eye's Off You
  - Solo Christmas
  - 난중난색2 (Feat. 마이키 - 터보 (멤버:김정남, 김종국, 마이키))
  - 징글벨
- MBC 드라마 레디고 OST (1997년)
  - 레디 고 (ver.I 보사 & Rock) - 김돈규
  - 미분 - 김돈규
  - 예정된 이별 - 김돈규
  - 만가지의 시 - Uno
  - Sad Theme (Piano Solo)
  - 다시 한번 기억해줘 - 김돈규
  - Love For You - 원빈
  - 언젠가 - 윤손하
  - Baby - 강은수
  - 레디 고 (Ver.II Funk) - 김돈규
- 원빈, 윤손하 - 예정된 이별 (1998년)
  - Love For You - 원빈
  - 만가지의 시 - Uno
  - 예정된 이별 - 윤손하, 원빈
  - Baby - 강은수
  - 설레임 (Funky Version)
  - 언젠가 - 윤손하
  - 다시한번 기억해줘 - 김기하
  - 미분 - 김돈규
  - 설레임 (Vosa+Rock Version) - 김돈규
  - Sad Theme (Piano Solo)